# Xiangshan (socken i Kina, Jiangsu)
Xiangshan (kinesiska: 象山, 象山乡) är en socken i Kina. Den ligger i provinsen Jiangsu, i den östra delen av landet, omkring 65 kilometer öster om provinshuvudstaden Nanjing.
Genomsnittlig årsnederbörd är 1 302 millimeter. Den regnigaste månaden är juli, med i genomsnitt 255 mm nederbörd, och den torraste är januari, med 30 mm nederbörd.